# Sorgendorfer Brauerei

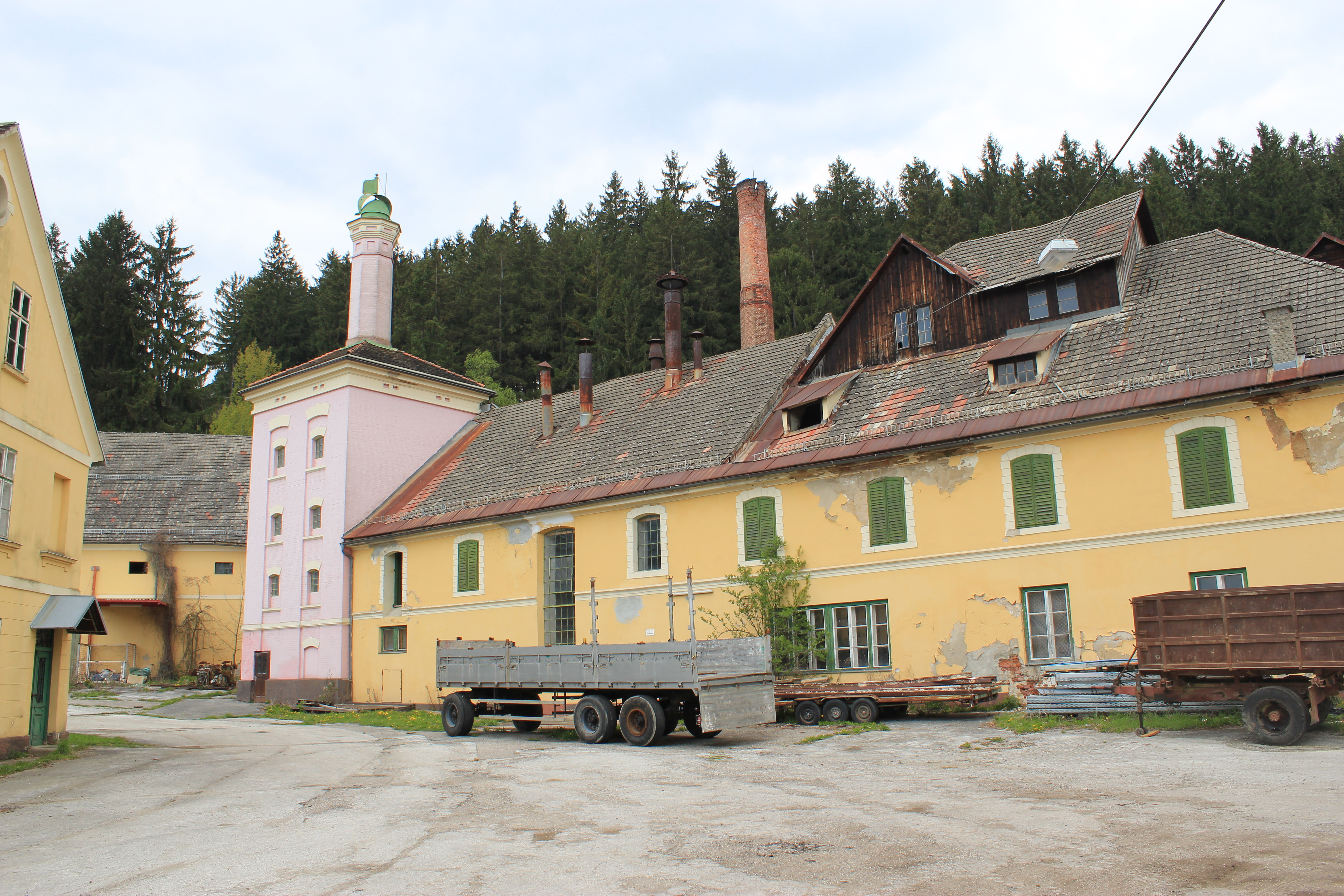
Sudhaus und Darre

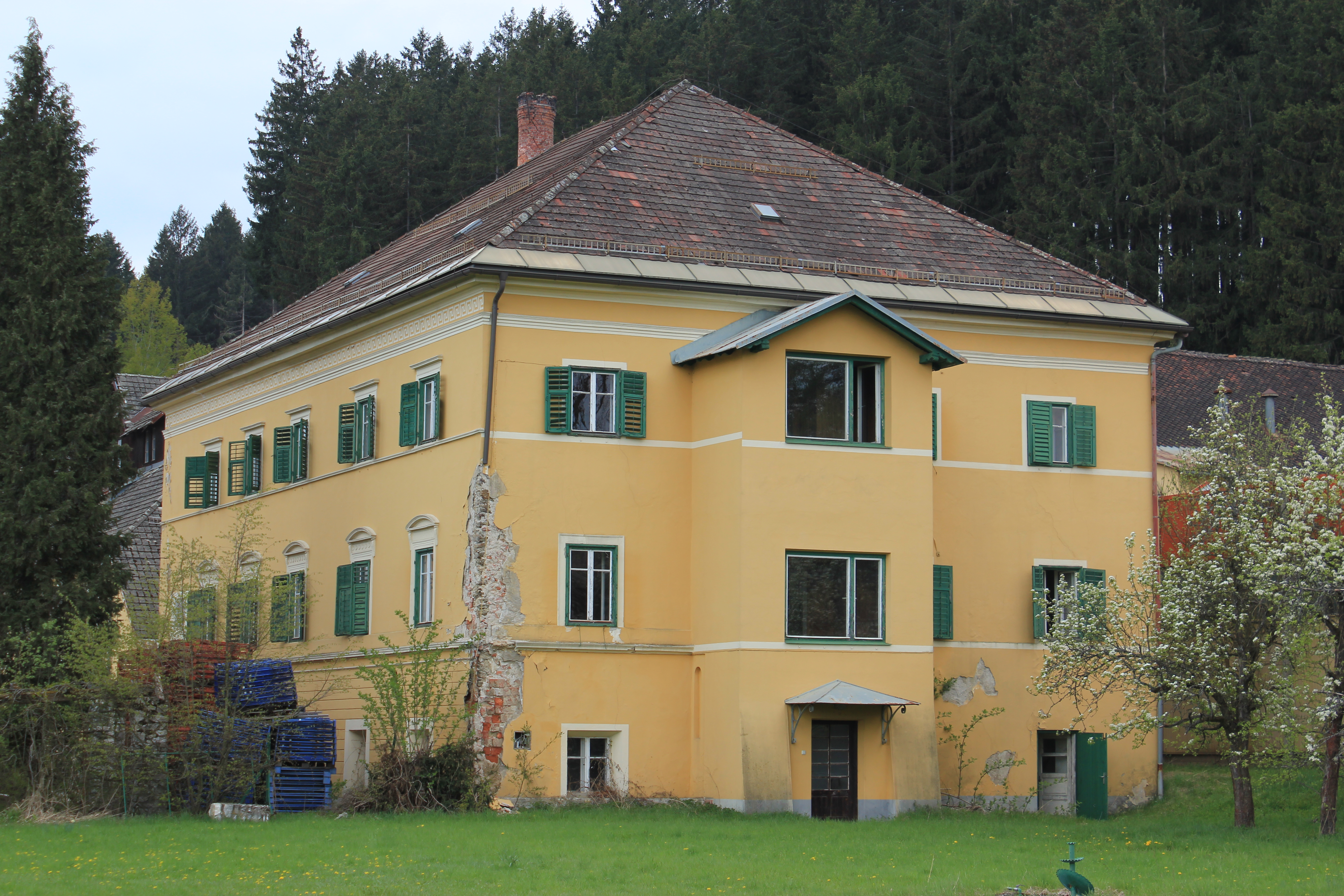
Schloss Sorgendorf

Die Sorgendorfer Brauerei war eine Bierbrauerei in der Gemeinde Bleiburg, welche 1991 stillgelegt wurde. Die Malzdarre steht unter Denkmalschutz (Listeneintrag).

## Geschichte
Um 1603 begann die Familie Stich in Sorgendorf Bier zu brauen und baute zwischen 1629 und 1813 Schloss, Gut und Brauerei aus. 1779 ging der Besitz an die Herren von Metnitz und 1867 an die Familie Thurn-Valsassina über. Um 1900 erfolgte ein wesentlicher Ausbau der Brauerei. 1921 wurde sie von der Gösser Brauerei AG übernommen und 1977 in den Konzern Steirerbrau eingegliedert. Seit der Stilllegung werden Sudhaus und Maschinenhalle als Ausstellungs- und Veranstaltungsräume genutzt. 

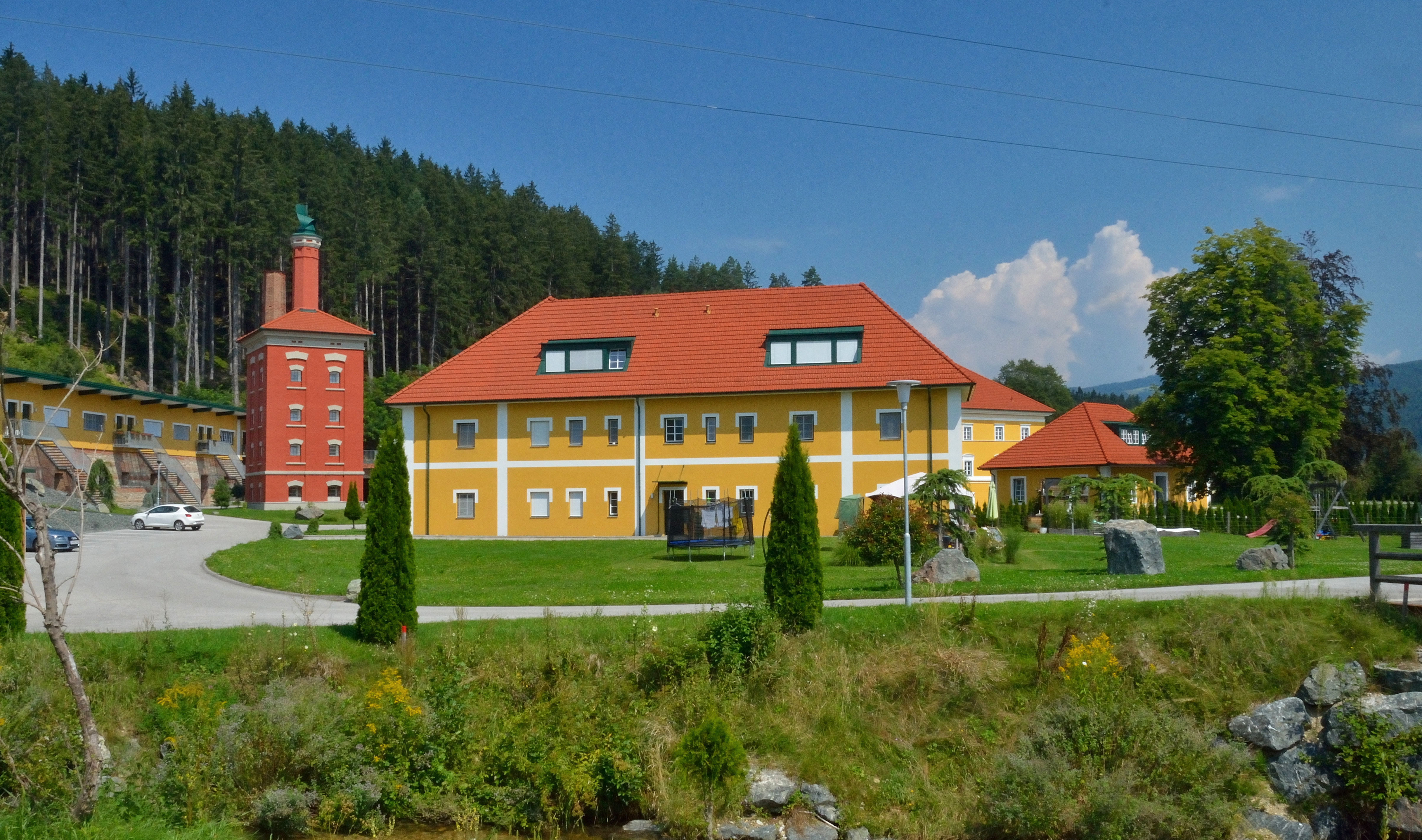
Renoviertes Areal im Jahr 2020

Von 1991 bis 2015 standen die Gebäude leer, dann erwarb ein Tierarzt das Ensemble und führt seit damals einen Umbau in Wohnungen und eine behutsame Revitalisierung durch.

## Baubeschreibung
Das Schloss Sorgendorf in der Mitte der Anlage ist ein kubisch wirkender Bau, der im Kern aus dem 16. Jahrhundert stammt und im 19. Jahrhundert neu fassadiert wurde. Nordwestlich steht ein großes Lagergebäude mit breiter, fensterloser Giebelfront, die mit Jugendstilornamenten dekoriert ist. Am Ende des alten, zweigeschoßigen Sudhauses ist die Darre angebaut. Diese Stockwerksdarre mit quadratischen Grundriss ist ein viergeschoßiger Turm, der von senkrechter Bänderung gegliedert ist und von einem achteckigen Schornstein bekrönt wird. Die Darre wurde in der zweiten Hälfte des 19. Jahrhunderts erbaut und 1947 stillgelegt. Der Abbau der maschinellen Einrichtung erfolgte erst 1982.